# Antoni III del Congo
Antonio III Afonso (m. 11 de juliol de 1957) va ser manikongo titular del regne del Congo del 1955 al 1957. Assolí el títol el 16 d'agost de 1955 després de la mort del seu predecessor Pedro VIII Afonso. Hi va ser nomenat per l'administració portuguesa malgrat les pretensions de Dom Manuel Kidita, nebot d'un Manikongo precedent Manuel Kidita (1912-1915).
A la seva mort l'11 de juliol de 1957 va esclatar una última querella de successió, i degut a la falta d'acord entre els pretendents, la regència fou confiada a la vídua del rei, Isabel Maria da Gama, qui la va exercir fins al 9 de setembre de 1962 quan va cedir el tron al fill del rei anterior, Pedro IX Afonso.